# 삼촌 (영화)
"삼촌"은 2019년에 개봉한 대한민국의 영화이다.

## 캐스팅
- 정우림 : 잎새 / 잎새 모 역
- 강신효 : 사내 역
- 강신철 : 조강식 역
- 고규필 : 김 과장 역
- 노지유 : 자영 역
- 정휘 : 산만 역
- 김효준 : 차 경위 역
- 임형태 : 노인 역
- 김선웅 : 어린 사내 역